# La Chapelle-au-Mans
La Chapelle-au-Mans är en kommun i departementet Saône-et-Loire i regionen Bourgogne-Franche-Comté i östra Frankrike. Kommunen ligger i kantonen Gueugnon som tillhör arrondissementet Charolles. År 2022 hade La Chapelle-au-Mans 225 invånare.

## Befolkningsutveckling
Antalet invånare i kommunen La Chapelle-au-Mans
| Referens: INSEE |